# 疫苗
疫苗是一种生物製品，可提供对特定传染病的有效获得性免疫。疫苗可用细菌、病毒、肿瘤细胞及代谢产物等制成的可使机体产生特异性免疫。而疫苗接种可使接受方获得免疫力。
英语中，疫苗一詞源自於愛德華·詹納所使用的牛痘。為拉丁文，意即牛。當人類接種牛痘後，能對天花產生抗體。牛痘為巴斯德及其他人繼續研究。而派發及接受疫苗的過程稱為接種。

## 歷史

### 重要預防性疫苗發展表
此份列表專注於預防性疫苗的研發歷程，較早期的疫苗以其發展或試驗年份為主，近代則以上市或最新試驗為據。疫苗對公共衛生有極重大的貢獻，儘管目前只有天花成功地從世界上滅絕，但亦有多種疾病在實施疫苗接种後數目巨幅減少，如小兒麻痺、乙型肝炎等。

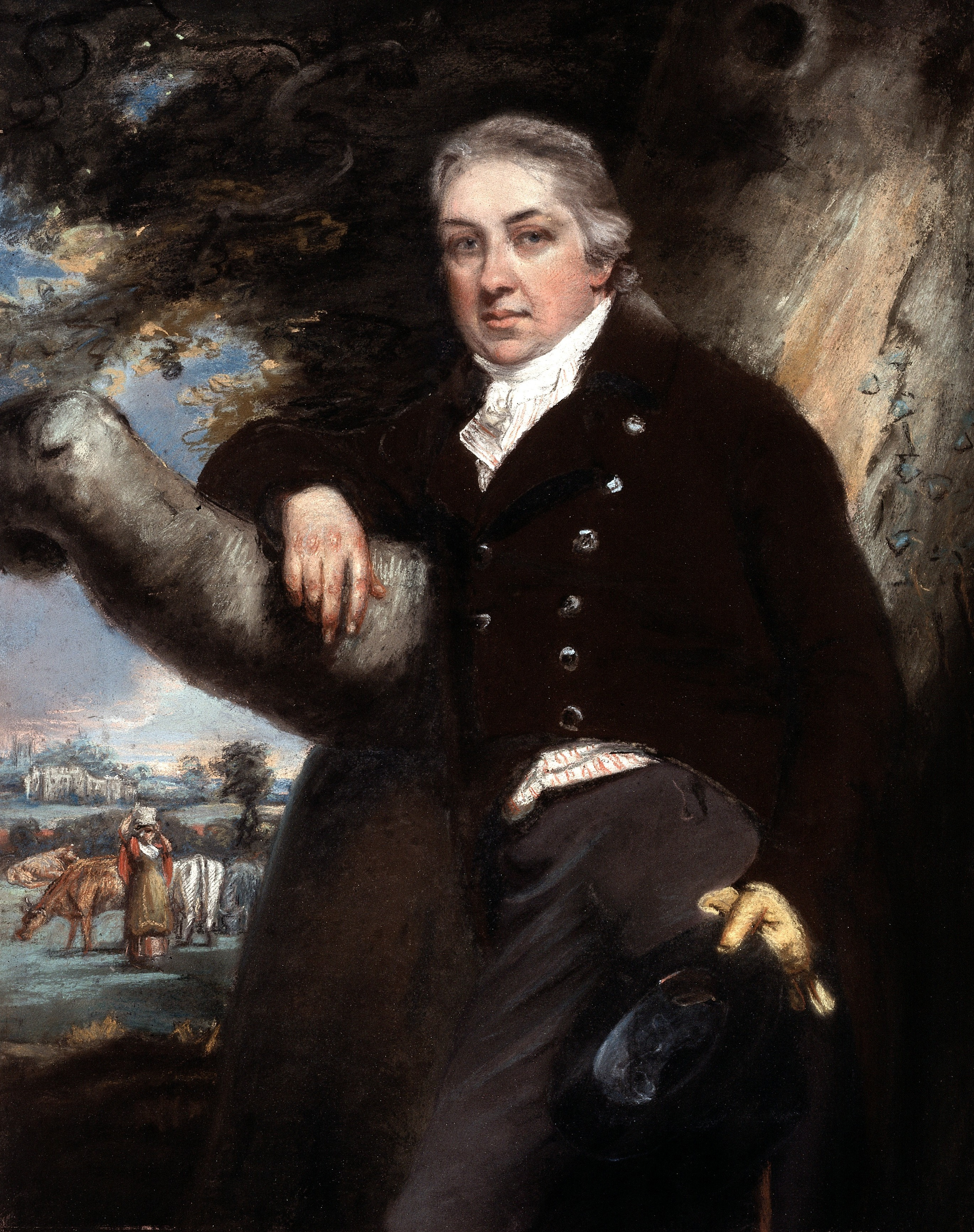
愛德華·金納，免疫學之祖

- 1567年，史上記載第一種疫苗方式為人痘接種術，用以對抗天花[2]
- 1796年，英国医生愛德華·詹納發明牛痘接種術对抗天花
- 1881年，首支抗炭疽疫苗
- 1882年，首支抗狂犬病疫苗
- 1890年，首支抗破傷風、白喉疫苗
- 1892年，法籍犹太裔微生物学家沃尔德玛·哈夫金發明首支抗霍亂疫苗（1885年西班牙人Jaume Ferran i Clua首次为人类接种霍乱疫苗，但其结果不被科学界接受）[3][4]
- 1896年，首支抗傷寒熱疫苗（typhoid fever）
- 1897年，法籍犹太裔微生物学家沃尔德玛·哈夫金發明首支抗鼠疫疫苗[3]
- 1921年，首支抗結核病疫苗（卡介苗）
- 1926年，首支抗百日咳疫苗
- 1927年，首支抗結核疫苗
- 1932年，首支抗黃熱病疫苗
- 1937年，首支抗傷寒（typhus）疫苗
- 1945年，首支抗流行性感冒疫苗
- 1952年，美国医学家乔纳斯·索尔克发明首支抗小兒麻痺疫苗
- 1954年，首支抗日本腦炎疫苗
- 1957年，首支抗腺病毒疫苗
- 1962年，首支抗小兒麻痺口服疫苗
- 1964年，首支抗德國麻疹疫苗（Rubella）
- 1967年，首支抗腮腺炎疫苗（Mumps）
- 1970年，首支抗小兒急疹疫苗（roseole）
- 1974年，首支抗水痘疫苗
- 1977年，首支抗肺炎疫苗（肺炎雙球菌）
- 1978年，首支抗腦膜炎疫苗（腦膜炎雙球菌）
- 1981年，首支抗B型肝炎疫苗
- 1985年，首支抗B型流感嗜血桿菌疫苗
- 1992年，首支抗A型肝炎疫苗
- 1998年，首支抗萊姆病、輪狀病毒疫苗
- 2006年，首支抗子宮頸癌（人類乳突病毒）、帶狀皰疹的疫苗
- 2010年，首支抗攝護腺癌疫苗（治療用疫苗、非預防用疫苗）[5]
- 2012年，首支抗戊型肝炎疫苗
- 2019年，首支抗伊波拉出血熱疫苗
- 2020年，首支抗嚴重特殊傳染性肺炎疫苗

## 種類
按制备工艺分类可分成：

### 减毒疫苗
減毒疫苗是透過減少病原體的毒力，但仍保持它活性的疫苗。其採用感染因子，藉由改變使病毒變得無害或降低毒性。例如下列疫苗：
- 病毒：麻疹疫苗、腮腺炎疫苗、風疹疫苗、減毒流感疫苗（季節性流感噴鼻和2009年H1N1流感的鼻腔噴霧劑）、水痘疫苗、口服脊髓灰質炎疫苗（薩賓）、輪狀病毒疫苗和黃熱病疫苗。而狂犬病疫苗現在是在兩個不同的減毒形式，一種用於人類，另外一個用於動物。
- 細菌：卡介苗、傷寒疫苗和流行性斑疹傷寒疫苗。

### 不活化疫苗
，即将病原微生物灭活后保留全微生物体做成的疫苗。如甲肝灭活疫苗、日本腦炎灭活疫苗、小兒麻痺灭活疫苗、流感（全病毒）疫苗、部分COVID-19疫苗等。

### 類毒素疫苗
| 病原體（如细菌、病毒）- 毒素 < | 热处理   | > 破坏或弱化毒素 - 针剂 - 疫苗 |
| 病原體（如细菌、病毒）- 毒素 < | 化学处理 | > 破坏或弱化毒素 - 针剂 - 疫苗 |

### 亞單位疫苗
亞單位疫苗，又稱次單位疫苗、次單元疫苗，采用病原微生物表面的有效抗原制备的疫苗种类。如肺炎球菌疫苗、脑膜炎球菌疫苗、流感嗜血杆菌疫苗、流感（裂解或亚单位）疫苗、霍乱疫苗、伤寒疫苗等。

### 結合型疫苗
結合型疫苗是一種將弱抗原以強抗原作為載體結合製成的疫苗。混合兩者的目的是使免疫系統對弱抗原產生更強的反應。

### 載體疫苗
疫苗的载体，目前已开发出许多种类，且进展至纳米颗粒载体，包括人造颗粒（金、聚合物、脂质胶束）、生物颗粒（核酸、蛋白质、病毒）。

#### 病毒載體疫苗
病毒載體疫苗使用安全的病毒，在其內插入病原體基因來產生特定抗原（例如表面蛋白），以激發免疫應答。例如目前全球病毒載體疫苗使用最廣的阿斯利康疫苗就是利用黑猩猩腺病毒將SARS-CoV-2的棘狀蛋白的DNA傳遞至人體。製造病毒載體疫苗的過程中，首先必須將病毒載體的複製能力消除，再將一段製造病毒棘狀蛋白的DNA放入腺病毒基因序列中，最後將之遞送至人體細胞，製造抗原刺激免疫系統。這類疫苗的穩定性較mRNA疫苗高，因為主要使用穩定度較高的DNA。結構上的不同使病毒載體疫苗能在 2°C 至 8°C 儲存 6 個月，因此，對於偏鄉與基礎交通建設不完全的國家與地区來說十分有利。

### 核酸疫苗

#### mRNA疫苗
全名為信使核醣核酸疫苗。該類疫苗可將特定蛋白質的製造指示送至細胞核糖體（ribosomes）進行生產。例如目前廣為使用的mRNA疫苗，是將COVID-19病毒棘狀蛋白的mRNA送至人體內，在細胞質中利用人體胞器製造出病毒棘狀蛋白，以此驅動免疫系統的攻擊或記憶病毒蛋白，增加人體對新冠病毒的免疫能力；這些COVID-19病毒疫苗並無攜帶所有能製造的新冠病毒的核酸，也不會進入人體細胞核，施打疫苗時無法使人因此感染新冠病毒。Pfizer /BioNTech及Moderna所研製的COVID-19疫苗為此類。

#### DNA疫苗
DNA疫苗的工作原理是注射含有編碼所需免疫反應的抗原的DNA序列的基因工程質體，因此細胞直接產生抗原，從而引起保護性免疫反應。

## 多联疫苗与多价疫苗

### 多联疫苗
可针对多种病原体的疫苗；注射一剂后可一次预防几种疾病。例如：“百白破疫苗”（DTaP）是百日咳杆菌抗原（aP）、白喉杆菌类毒素（D）及破伤风杆菌类毒素（T）混合疫苗。

### 多价疫苗
可针对单一种病原体的多个类型（例如：多个血清型抗原）的疫苗；注射一剂后可广泛预防同种病原体不同菌株或变异株。例如：肺炎链球菌疫苗现在均采多价疫苗，常见的有13价结合型疫苗（PCV13）、23价多糖体疫苗（PPSV23），还有二价、四价、九价的人类乳头瘤病毒疫苗。

## 接種時間表
疫苗接種時間表為提供最佳的保護，兒童在其免疫系統成長至能對部份疫苗產生反應，便應接受疫苗。一般來說，兒童需接受加強劑以達至對產生疾病全面抵抗力。因此產生了繁複的疫苗接種時間表。在美國，預防接種諮詢委員會負責向美國疾病控制與預防中心建議接種時間表的增加。該委員會建議所有兒童應接受甲型肝炎、乙型肝炎、小兒麻痺症、腮腺炎、痲疹、德國麻疹、白喉、百日咳、破傷風、乙型流感、水痘、輪狀病毒、流行性感冒、腦膜炎球菌病及肺炎的疫苗.建議中的大量疫苗及加強劑(至兩歲需接受二十四次注射)引起能否接種全部疫苗的問題。為解決完成所有接種率下跌的問題，當局設立了不同的通知系統。市場上亦提供了不同的結合疫苗（例如：普雷维纳及MMRV疫苗），以單次接種提供對多種疾病的抵抗力。
接種特定的疫苗可能成為入讀不同年級的條件。此舉只為減低可能透過學校傳染的疾病的數目，而並非某年歲兒童適合接種的疫苗清單。因此為避免疾病暴發時可能引致的影響，學校可能需要兒童接種具高度傳染性的疾病的疫苗，例如：乙型流感及水痘。而若病原體只能存在於患者的血液或體液當中；亦不會透過課室一般社交活動傳染，例如：乙型肝炎，學校要求學生接種此類疾病的疫苗的機會便較低。
在美國的個別州份，政府會按家長提出的宗教、道德或者醫療原因，來設定強制接種的各種豁免。
除建議嬰兒接種加強劑外，專家建議某些特定的疫苗亦應定時重複接種—通常為痲疹、破傷風、流行性感冒和肺炎。孕婦對德國麻疹的持續抵抗經常被篩選。 2006年，帶狀皰疹的疫苗面世。帶狀皰疹是由水痘病毒造成的疾病，通常影響年長的人。 而長者的疫苗主要針對肺炎和流行性感冒，因其對長者的影響較大。

## 開發階段

禽流感疫苗發展技術

疫苗開發在通過動物實驗階段後，依據世界衛生組織、歐洲藥品管理局與美國食品藥品監督管理局等單位的規定，要開發兼顧安全、有免疫反應、與保護人類功用的新型臨床疫苗，會有四個階段，有I至IV期臨床試驗。
- 第I期

疫苗首次人體實驗階段，此階段主要觀察疫苗在醫療院所環境中，針對少數較低風險的人體注射疫苗後，觀察疫苗在人體的安全性與反應狀況、測試其劑量、確認其具免疫原性，另外也收集人體對疫苗的免疫應答。
- 第II期

在第I期疫苗評估順利通過後，疫苗會經由受控制與保護的醫療環境，進展到更廣泛的臨床評估，第II期會需要更多資金投入，接種數百到數千人，針對不同年齡、種族、性別等族群進行疫苗評估，檢視對於不同族群其作用是否不同，以改善疫苗的安全性及效用。
- 第III期

此期疫苗開發需要數千到數萬的參與者，為大規模效益評估試驗，以雙盲隨機分配的研究設計，將受試者分為兩組（試驗組與對照組），來評估疫苗之保護力、在人體增加的免疫成效、監測安全性、預判上市時間；在疫苗療效 (1 - Iv/Iu)*100% 夠高時，廠商或研發疫苗的單位就可以向規範當局申請專利準備上市。
- 第IV期

此期又稱為上市後監測，疫苗上市後，仍然針對使用狀況與人體反應持續改進疫苗，必須持續監測與評估其廣泛施打於一般民眾時，是否仍具保護效益、是否發生未預期的不良事件。

## 爭議
「疫苗爭論」集中在疫苗的益處和風險。

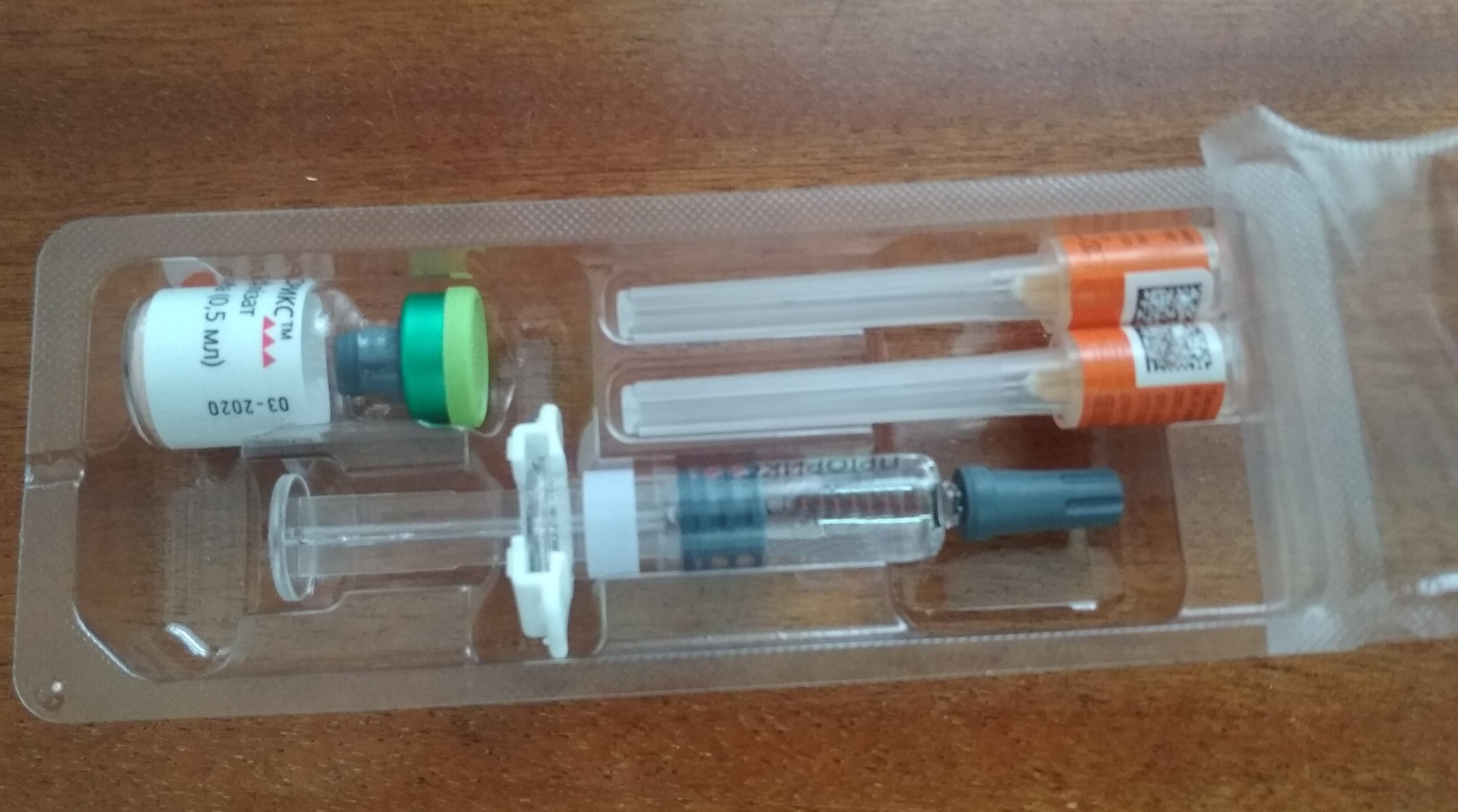
用于预防麻疹、流行性腮腺炎和风疹的商品疫苗Priorix

疫苗被廣泛認定為能減少許多疾病的流行和影響。各國和國際 公共衛生組織視 接種為他們對抗拒疾病的戰略重點。保健組織和醫生 的共識是透過大型接種活動來達至個人及群體免疫是剷除或控制致命疾病的一個根本和有效的組分。  

### 麻疹腮腺炎德國麻疹混合疫苗的爭議
一直以來，人們就接種麻疹腮腺炎德國麻疹混合疫苗會不會導致兒童自閉症等疾病產生了爭論。2010年2月英國《柳叶刀》醫學週刊正式廢除在1998年對於這種疫苗對於自閉症的報導。
此學說首次提出，是在1998年2月出刊的《柳葉刀》刊出由安德鲁·韦克菲尔德為首的研究，表示自閉症可能和麻腮风三联疫苗有關。但此研究有人批評可信性成疑，因為安德鲁·韦克菲尔德有利益衝突。2005年10月，考科藍協作網總結了31項有關自閉症和麻腮风三联疫苗的研究，未有證據證明麻腮风三联疫苗與自閉症有關。
1998年由吉尔伯格領導的研究，分析瑞典由1975至1984年的數據，發現加入麻腮风三联疫苗於防疫計劃之前和之後，自閉症的發病率沒有統計學上的明顯分別。马德森等於2002年發表的研究，分析丹麥由1991年至1998年的數據，也發現有接種麻腮风三联疫苗與沒有接種麻腮风三联疫苗之兒童的自閉症病發率沒有統計學上的明顯分別。

## 保存方式及潜在危害
為延長疫苗有效期限，並減少製作和儲存成本，過去一度大量使用硫柳汞（thimerosal）（進入身體後代謝成乙基汞後於18天內排出體外）做為局部抗菌劑。但由於有些兒童可能是因使用相關疫苗，導致神經發育異常及心臟疾病，因此除了少數的流行性感冒疫苗，局部抗菌劑在美國
、丹麥等多個國家中逐步淘汰，但可能用於製造過程。許多父母希望疫苗的製作可以避免使用此類化學藥劑，而有越來越多的疫苗儲存，已被要求完全避免或微量使用該抗菌劑，但美國布什政權已於21世紀初推動取消部分相關限制，並將藥廠可用水銀量提高以利疫苗的保存。而世界衛生組織（WHO）認為無科學證據證明疫苗內的硫柳汞（乙基汞）對人體有任何危害。雖然美國減少硫柳汞（thimerosal）的使用，但美國疾病控制與預防中心(CDC)亦認同無科學證據證明用硫柳汞保存疫苗對人體有風險。

## 保护力评估
保护性关联值（Correlates of Protection，CoP）可用以评估疫苗的保护效力，一般是用已完成的临床三期受试者免疫检验数据订出的一组指标阈值数值，例如中和抗体的滴度可作为指标之一。疫苗保护力不能仅看单一指标，必须参考整组数据。

## 外部連結
世界衛生組織
- . 世界衛生組織.   [2020-01-19]. （原始内容存档于2020-02-19） （中文（简体））.
- . 世界衛生組織.   [2020-01-19]. （原始内容存档于2020-02-19） （中文（简体））.
- . 世界衛生組織.   [2020-01-19]. （原始内容存档于2020-02-20） （中文（简体））.
- Köpek Aşı Takvimi 衛生組織. [2020-01-19]. （原始内容存档于2023-07-06）（中文（简体））.